# فننسية
الفِنَنْسِيَة (بالفرنسية: فِنَنْسْيِيه - Financier)‏ (بالإنجليزية: Financier)‏ هو كعك لوز فرنسي صغيرة مُقرمش تُخبز عادةً في قالب صغير. الفِنَنْسِيَة التقليدية خفيفة رطبة ذاتُ سطح خارجي هش شبيه بقشر البيض. تتكون من بياض البيض والدقيق ودقيق السكر. عادة ما تكون القوالب قطع صغيرة مستطيلة الشكل مماثلة في الحجم لبقطع البِتِفور.